# Użusole
Użusole (lit. Užusaliai) – wieś na Litwie, położona w okręgu kowieńskim w rejonie janowskim, centrum administracyjne starostwa (gminy) Užusaliai i podgminy (seniūnaitija). W 2021 r. miejscowość liczyła 615 mieszkańców.

## Etymologia
Nazwa miejscowości zawiera przedrostek užu- oraz rdzeń sala («wyspa»), co razem oznacza obszar lądu otoczony ze wszystkich stron wodą; wyższy, suchy obszar lądu na bagnach, rojstach (por. ostrów); działka orna między łąkami.

## Geografia
Miejscowość znajduje się 25 km na północny wschód od Kowna, 19 km od Janowa. Na północ od Użusoli przepływa Šešuva (Szeszuwa, Szeszuwka), a przez samą wieś – dopływ Szeszuwki – Prowarda (Pravarta). Wokół jest wiele lasów, bagien i stawów. Na północny zachód od miejscowości znajduje się stacja kolejowa Kalnėnai.

## Historia
Wieś wzmiankowana w dokumencie z 1744 i rok ten jest często wymieniany jako data pierwszej wzmianki w źródłach pisanych. Użusole wymieniane są w dokumentach synodu diecezji wileńskiej z 1744 roku jako należąca do parafii w Kormiałowie (powiat kowieński województwa trockiego). Niektóre źródła mówią jednak o wcześniejszym nadaniu przez Władysława IV lenna Użusole i Kołniany Meysztowiczom herbu Rawicz (5 grudnia 1636 r. w Grodnie) za wojny moskiewskie i szwedzkie. W rękach tej rodziny miejscowość znajdowała się do lat 60. XIX w. W czasie powstania styczniowego w 1863 r. wieś została spalona, a mieszkańców wysiedlono i deportowano. Następnie osiedlili się tu Rosjanie, a wieś została przemianowana na Aleksandrowska Słoboda (Nowo-Aleksandrowskaja Słoboda) na cześć Aleksandra Newskiego. W 1866 r. wybudowano tu cerkiew św. Aleksandra Newskiego i założono szkołę. W XIX w. w Użusolach (powiat kowieński guberni kowieńskiej) wzmiankowane są również dwór, gorzelnia i młyn wodny.
W 1941 roku żołnierze niemieccy zabili we wsi 48 osób. W czasach sowieckich powstał w Użusolach ośrodek kołchozu.
W 2012 roku herb miejscowości został zatwierdzony przez prezydenta Litwy. Prawosławni mieszkańcy wsi należą do parafii św. Aleksandra Newskiego w Użusolach, zaś katolicy do parafii św. Anny w Kormiałowie (kościół św. Anny w Kormiałowie  w dekanacie Kowno II archidiecezji kowieńskiej).